# Championnat du Gabon de football 2015-2016
 (mars 2017).
Si vous disposez d'ouvrages ou d'articles de référence ou si vous connaissez des sites web de qualité traitant du thème abordé ici, merci de compléter l'article en donnant les références utiles à sa vérifiabilité et en les liant à la section « Notes et références ».
Navigation
Saison précédente Saison suivante
Le championnat du Gabon de football 2015-2016 est la quarantième édition du championnat du Gabon. Ce championnat voit les quartoze meilleures équipes du pays s'affronter, après la rétrogradation de l'AS Solidarité et Union sportive O'Mbila Nziami Libreville. Elles sont regroupées au sein d'une poule unique où elles s'affrontent à deux reprises, à domicile et à l'extérieur. En fin de saison, les deux derniers du classement sont relégués et remplacés par les deux meilleurs clubs du Championnat du Gabon de football D2.

## Participants
Légende des couleurs
- Qualifié pour la Ligue des champions de la CAF 2016
- Qualifié pour la Coupe de la confédération 2016
- Promu

| Club                    | Ville       | Classement 2014-2015 | Stade                         | Capacité |
| ----------------------- | ----------- | -------------------- | ----------------------------- | -------- |
| AS Mangasport           | Moanda      | 1                    | Stade Henri Sylvoz            | 9 500    |
| Missile FC              | Libreville  | 2                    | Stade de Monédan              | 4 000    |
| CF Mounana              | Mounana     | 3                    | Stade de Monédan              | 4 000    |
| FC 105 Libreville       | Libreville  | 4                    | Stade Idriss Ngari            | 500      |
| Akanda FC               | Akanda      | 5                    | Stade de Nzeng-Ayong          | 500      |
| US Bitam                | Bitam       | 6                    | Stade Gaton Peyrille          | 2 000    |
| AO Cercle Mberi sportif | Libreville  | 7                    | Stade de Monédan              | 4 000    |
| AS Pélican              | Lambaréné   | 8                    | Stade Jean Nkoumou            | 500      |
| US Oyem                 | Oyem        | 9                    | Stade Akouakam                | 500      |
| Stade migovéen          | Lambaréné   | 10                   | Stade Jean Nkoumou            | 1 000    |
| Port-Gentil FC          | Port-Gentil | 11                   | Stade Pierre Claver Divounguy | 4 000    |
| Nguen'Asuku FC          | Franceville | (D2)                 | Stade de Mbaya                | 1 000    |
| AS Stade Mandji         | Port-Gentil | (D2)                 | Stade Pierre Claver Divounguy | 4 000    |
| Olympique Mandji        | Port-Gentil | (D2)                 | Stade Pierre Claver Divounguy | 4 000    |

## Compétition

### Classement
Le classement du championnat est calculé avec le barème de points suivant :
- Victoire : 3 points
- Match nul : 1 point
- Défaite, abandon ou forfait : 0 point

Deux tickets sont distribués pour les compétitions africaines :
- Le champion se qualifie pour la Ligue des champions de la CAF 2017
- Le vainqueur de la coupe nationale se qualifie pour la Coupe de la confédération 2017. Si le vainqueur de la coupe nationale est déjà qualifié pour la Ligue des champions, le finaliste de la Coupe prend sa place.

| Rang | Équipe                  | Pts | J  | G  | N  | P  | Bp | Bc | Diff |
| ---- | ----------------------- | --- | -- | -- | -- | -- | -- | -- | ---- |
| 1    | CF Mounana C            | 58  | 26 | 18 | 4  | 4  | 51 | 17 | +34  |
| 2    | AS MangasportT          | 55  | 26 | 17 | 4  | 5  | 44 | 20 | +24  |
| 3    | AS Pélican              | 47  | 26 | 13 | 8  | 5  | 40 | 26 | +14  |
| 4    | US Bitam                | 46  | 26 | 12 | 10 | 4  | 28 | 17 | +11  |
| 5    | Missile FC              | 36  | 26 | 10 | 6  | 10 | 28 | 26 | +2   |
| 6    | AS Stade Mandji P       | 36  | 26 | 9  | 9  | 8  | 29 | 30 | -1   |
| 7    | AO Cercle Mberi sportif | 35  | 26 | 9  | 8  | 9  | 35 | 32 | +3   |
| 8    | Akanda FC               | 33  | 26 | 8  | 9  | 9  | 26 | 24 | +2   |
| 9    | Port-Gentil FC          | 32  | 26 | 6  | 14 | 6  | 27 | 26 | +1   |
| 10   | Stade migovéen          | 24  | 26 | 6  | 6  | 14 | 25 | 43 | -18  |
| 11   | Olympique de Mandji P   | 24  | 26 | 6  | 6  | 14 | 26 | 50 | -24  |
| 12   | FC 105                  | 22  | 26 | 3  | 13 | 10 | 20 | 29 | -9   |
| 13   | US Oyem                 | 22  | 26 | 5  | 7  | 14 | 22 | 36 | -14  |
| 14   | Nguen'Asuku FC P        | 21  | 26 | 5  | 6  | 15 | 28 | 53 | -25  |

|  | Qualification pour la Ligue des champions de la CAF 2017                                                        |
|  | Qualification pour la Coupe de la confédération 2017                                                            |
|  | Relégation directe en deuxième division                                                                         |
|  | T : Tenant du titre C : Vainqueur de la Coupe du Gabon P : Promu de Championnat du Gabon de football Division 2 |

## Statistiques

### Domicile et extérieur
| Rang | Équipe                  | Pts | J  | G  | N | P | Bp | Bc | Diff |
| ---- | ----------------------- | --- | -- | -- | - | - | -- | -- | ---- |
| 1    | AS Mangasport           | 36  | 13 | 12 | 0 | 1 | 24 | 5  | +19  |
| 2    | CF Mounana C            | 34  | 13 | 11 | 1 | 1 | 30 | 6  | +24  |
| 3    | Missile FC              | 22  | 13 | 6  | 4 | 3 | 16 | 11 | +5   |
| 4    | US Bitam                | 21  | 13 | 5  | 6 | 2 | 16 | 9  | +7   |
| 5    | AS Pélican              | 20  | 13 | 5  | 5 | 3 | 15 | 11 | +4   |
| 6    | AS Stade Mandji         | 19  | 13 | 5  | 4 | 4 | 13 | 13 | 0    |
| 7    | Akanda FC               | 18  | 13 | 5  | 3 | 5 | 18 | 17 | +1   |
| 8    | Port-Gentil FC          | 17  | 13 | 3  | 8 | 2 | 14 | 13 | +1   |
| 9    | AO Cercle Mberi sportif | 14  | 13 | 3  | 5 | 5 | 18 | 16 | +2   |
| 10   | FC 105 P                | 13  | 13 | 3  | 4 | 6 | 14 | 17 | -3   |
| 11   | Nguen'Asuku FC          | 13  | 13 | 3  | 4 | 6 | 18 | 23 | -5   |
| 12   | US Oyem                 | 13  | 13 | 3  | 4 | 6 | 10 | 17 | -7   |
| 13   | Stade migovéen P        | 13  | 13 | 3  | 4 | 6 | 14 | 22 | -8   |
| 14   | Olympique de Mandji     | 9   | 13 | 2  | 3 | 8 | 9  | 20 | -11  |

| Rang | Équipe                  | Pts | J  | G | N | P | Bp | Bc | Diff |
| ---- | ----------------------- | --- | -- | - | - | - | -- | -- | ---- |
| 1    | AS Pélican              | 27  | 13 | 8 | 3 | 2 | 25 | 15 | +10  |
| 2    | US Bitam                | 25  | 13 | 7 | 4 | 2 | 12 | 8  | +4   |
| 3    | CF Mounana C            | 24  | 13 | 7 | 3 | 3 | 21 | 11 | +10  |
| 4    | AO Cercle Mberi sportif | 21  | 13 | 6 | 3 | 4 | 17 | 16 | +1   |
| 5    | AS Mangasport           | 19  | 13 | 5 | 4 | 4 | 20 | 15 | +5   |
| 6    | AS Stade Mandji         | 17  | 13 | 4 | 5 | 4 | 16 | 17 | -1   |
| 7    | Akanda FC               | 15  | 13 | 3 | 6 | 4 | 8  | 7  | +1   |
| 8    | Port-Gentil FC          | 15  | 13 | 3 | 6 | 4 | 13 | 13 | 0    |
| 9    | Olympique de Mandji     | 15  | 13 | 4 | 3 | 6 | 17 | 30 | -13  |
| 10   | Missile FC              | 14  | 13 | 4 | 2 | 7 | 12 | 15 | -3   |
| 11   | Stade migovéen P        | 11  | 13 | 3 | 2 | 8 | 11 | 21 | -10  |
| 12   | FC 105 P                | 9   | 13 | 0 | 9 | 4 | 6  | 12 | -6   |
| 13   | US Oyem                 | 9   | 13 | 2 | 3 | 8 | 12 | 19 | -7   |
| 14   | Nguen'Asuku FC          | 8   | 13 | 2 | 2 | 9 | 10 | 30 | -20  |

### Classement des buteurs
Le tableau suivant liste les joueurs selon le classement des buteurs :
| Rang | Joueur             | Club            | Buts |
| ---- | ------------------ | --------------- | ---- |
| 1    | Allen Nono         | AS Pélican      | 19   |
| 2    | Junior Mensah      | AS Stade Mandji | 15   |
| 3    | Dofodoh Laba Kodjo | US Bitam        | 14   |
| 4    | Franck Guedegbe    | CF Mounana      | 12   |
| 5    | Kaboré Omar        | Missile FC      | 10   |

### Classement du fair-play
| Rang | équipe          | Points | Averti | Carton rouge |
| ---- | --------------- | ------ | ------ | ------------ |
| 1    | Stade migovéen  | 0      | 0      | 0            |
| 2    | AS Stade Mandji | 0      | 0      | 0            |
| 3    | Nguen'Asuku FC  | 3      | 1      | 0            |
|      | Port-Gentil FC  | 3      | 1      | 0            |
| 5    | AS Mangasport   | 5      | 0      | 1            |

## Événements de la saison
- Aout 2015 : le Nguen'Asuku FC et l'Olympique de Mandji accèdent pour leurs premières fois de leurs histoires à l'élite.
- 21 novembre 2015 : l'AS Mangasport continue sur la lancée de sa saison précédente en s'imposant aux tirs au but après 1-1 au temps réglementaire, face au CF Mounana au cours du Trophée des champions.
- 5 décembre 2015 : l'AS Mangasport perd 2-0 au Stade Gaston Peyrille contre l'US Bitam, après 39 matchs sans défaite.

### Statistiques diverses

#### Buts
- Meilleure attaque : CF Mounana 51 Buts
- Meilleure défense : US Bitam et CF Mounana 17 Buts
- Premier but de la saison :  Georges Ambourouet   57e pour le Akanda FC contre l'AS Stade Mandji (0-1), le 28 novembre 2015.
- Dernier but de la saison :   Moustapha Kouyaté   90+3e pour le US Bitam contre l'AS Pélican (1-1), le 10 juillet 2016.
- Premier but contre son camp :  Paul Cédric Nguema Mintsa   65e du Nguen'Asuku FC en faveur de Port-Gentil FC (1-2), le 3 janvier 2016
- Premier penalty :  Etienne Bito'o   58e pour le FC 105 contre l'Olympique de Mandji (1-2), le 5 décembre 2015
- Premier but sur coup franc direct :
- Premier doublé :  Boubacar Diarra   40e   42e pour le CF Mounana contre Port-Gentil FC (3-0), le 29 novembre 2015.
- Premier triplé :  Allen Nono   13e   47e   72e pour l'AS Pélican contre Port-Gentil FC (3-3), le 5 décembre 2015.
- Triplé le plus rapide :  Allen Nono   13e   47e   72e pour l'AS Pélican contre Port-Gentil FC (3-3), le 5 décembre 2015.
- Les triplés de la saison :
  -  Allen Nono   13e   47e   72e pour l'AS Pélican contre Port-Gentil FC (3-3), le 28 novembre 2015.
  -  Junior Mensah   15e   55e   89e pour l'AS Stade Mandji contre Nguen'Asuku FC (3-1), le 30 décembre 2015.
  -  Allen Nono   65e   90e   90+4e pour l'AS Pélican contre Olympique de Mandji (2-5), le 30 décembre 2015.
  -  Laba Kodjo Fo Doh   44e   67e   83e pour l'US Bitam contre Stade migovéen (1-3), le 13 février 2016.
  -  El Hadji Adama Mbaye   2e   53e   74e pour l'AS Mangasport contre Stade migovéen (1-4), le 12 mars 2016.
  -  Sall Papa Sérigne   22e   45e   69e pour l'AO CMS contre Olympique de Mandji (6-2), le 18 juin 2016.
- But le plus rapide d'une rencontre : 	 Stevens Koffi Foba   1re pour l'AS Mangasport contre AS Stade Mandji (2-1), le 9 décembre 2015.
- But le plus tardif d'une rencontre :  Axel Méyé   90+2e pour Akanda FC contre AS Stade Mandji (3-0), le 5 décembre 2015
- Équipe concédant le plus grand nombre de pénaltys :
- Journée de championnat la plus riche en buts :
- Journée de championnat la plus pauvre en buts :
- Nombre de buts inscrits durant la saison : 429
- Plus grand nombre de buts dans une rencontre :8
  - 7-1 pour le CF Mounana contre Olympique de Mandji, le 3 janvier 2016.

#### Discipline
- 14 cartons jaunes  (en moyenne : 4.66  / journée, 0.66  / match)
- 1 cartons rouges  (en moyenne : 0.33  / journée, 0.04  / match)
- Premier carton jaune :
- Premier carton rouge : * Premier carton rouge :  Axel Méyé   80e  pour Akanda FC contre Missile FC (0-0), le 9 décembre 2015
- Carton rouge le plus rapide :* Premier carton rouge :  Axel Méyé   80e  pour Akanda FC contre Missile FC (0-0), le 9 décembre 2015
- Carton rouge le plus tardif : * Premier carton rouge :  Sam Nkoua   87e  pour Missile FC contre CF Mounana (1-0), le 12 décembre 2015
- Plus grand nombre de cartons jaunes dans un match : 5 cartons
  - FC 105 Libreville - Akanda FC : à Pierre Ondo Zé, Etienne Bito'o (FC 105), Franck Obambou, Axel Méyé et Aworet (Akanda FC)
- Plus grand nombre de cartons rouges dans un match : 2 cartons
  - CF Mounana - AS Mangasport : à Aaron Boupendza (Mounana), Cédric Boussoughou (Mangasport)

#### Bilan de la saison
- Champion d'automne : AS Mangasport
- Champion : CF Mounana

## Bilan de la saison
| Championnat du Gabon de football 2015-2016                        |                       |
| Champion                                                          | CF Mounana (2e titre) |
| Coupes et trophées                                                |                       |
| Vainqueur de la Coupe du Gabon 2015-2016                          | CF Mounana            |
| Qualifications continentales                                      |                       |
| Ligue des champions de la CAF 2017                                | CF Mounana            |
| Coupe de la confédération 2017                                    | Akanda FC             |
| Promotions et relégations                                         |                       |
| Promus en Championnat du Gabon de football                        | Adouma FC             |
| Promus en Championnat du Gabon de football                        | Lozo Sport            |
| Relégués en Championnat du Gabon de football de deuxième division | US Oyem               |
| Relégués en Championnat du Gabon de football de deuxième division | Nguen'Asuku FC        |

## Parcours en coupes d'Afrique
| Club          | Compétition               | Résultat          | Ultime(s) adversaire(s) | Ultime(s) adversaire(s) | Ultime(s) adversaire(s) |
| ------------- | ------------------------- | ----------------- | ----------------------- | ----------------------- | ----------------------- |
| AS Mangasport | Ligue des champions       | Tour préliminaire | Étoile du Congo         | Étoile du Congo         | Étoile du Congo         |
| CF Mounana    | Coupe de la confédération | Barrage           | ES Sahel                | ES Sahel                | ES Sahel                |